# 李義
李義（170年—220年代），又稱李恢，字孝懿，馮翊東縣人，為曹魏中書令李豐父親，官至衛尉。

## 生平
因與嚴幹是同為馮翊東縣人，又同為寒門士子而與之交好，性格重厚。
中平末年時，義和幹都年約二十，幹擅長擊劍，義擅長辦護喪事，當時受到當地甲族桓氏、田氏、吉氏、郭氏和前侍中鄭文信以其兩人各有才華而彼此相識。後來遇上三輔之亂，眾多人都流亡，唯有嚴幹和李義因當地諸位有故交而不隨難民逃跑，兩人於是耕田養生。
建安前期，關中詔令將馮翊西邊幾個縣區合為左內始郡，高陵為當地首府；在東邊的幾個縣區為本郡，臨晉為當地首府。李義當時於西邊，李義對嚴幹說：「西縣小輩，不可以爭席位，今天就一起臥榻。」於是兩人一起結識，在東郡地方為右職。司隶請嚴幹去任職，不到，到了年底，郡縣舉嚴幹為孝廉，李義任上計掾。李義留在京師為平陵令，官職遷至冗從僕射，歷任眾多重要職位。
後來曹操為魏王封十郡，請李義為軍師祭酒，又為曹操屬下尚書令、左僕射。後來在曹丕登基後，為諫議大夫、執金吾、衛尉，任衛尉時，其十七八歲的百姓兒子李豐隨其李義為隨軍，在鄴下為人清廉，識別人物，因此而出名，其父因此願其小而有名，要其閉門讀書，不讓賓客來訪。之後逝世。生前與杜畿、東安太守郭智、陳群等友好。李義才能不算突出，但能待人以誠，仕途上很少波折。

## 子孙
- 李豐，曹魏中書令
- 李翼，曹魏兗州刺史
- 李偉，曹魏扶風，新平太守